# Fairview (Utah)
Fairview es una ciudad del condado de Sanpete, estado de Utah, Estados Unidos. Según el censo de 2000, la población era de 1.160 habitantes.

## Geografía
Fairview se encuentra en las coordenadas 39°37′44″N 111°26′18″O / 39.62889, -111.43833.
Según la oficina del censo de Estados Unidos, la ciudad tiene una superficie total de 3,2 km². No tiene superficie cubierta de agua.

## Demografía
Según el censo de 2000, había 1.160 habitantes, 371 casas y 294 familias residían en la ciudad. La densidad de población era 358,3 habitantes/km². Había 416 unidades de alojamiento con una densidad media de 128,5 unidades/km².
La máscara racial de la ciudad era 96,03% blanco, 0,09% afroamericano, 0,86% indio americano, 0,43% asiático, 0,52% de las islas del Pacífico, 0,95% de otras razas y 1,12% de dos o más razas. Los hispanos o latinos de cualquier raza eran el 2,16% de la población.
Había 371 casas, de las cuales el 44,7% tenía niños menores de 18 años, el 73,0% eran matrimonios, el 5,4% tenía un cabeza de familia femenino sin marido, y el 7,5% no eran familia. El 19,4% de todas las casas tenían un único residente y el 12,7% tenía sólo residentes mayores de 65 años. El promedio de habitantes por hogar era de 3,11 y el tamaño medio de familia era de 3,58.
El 35,8% de los residentes era menor de 18 años, el 7,8% tenía edades entre los 18 y 24 años, el 23,0% entre los 25 y 44, el 18,7% entre los 45 y 64, y el 14,7% tenía 65 años o más. La media de edad era 31 años. Por cada 100 mujeres había 100,0 hombres. Por cada 100 mujeres de 18 años o más, había 93,0 hombres.
El ingreso medio por casa en la ciudad era de 34.946$, y el ingreso medio para una familia era de 38.472$. Los hombres tenían un ingreso medio de 30.938$ contra 19.107$ de las mujeres. Los ingresos per cápita para la ciudad eran de 13.506$. Aproximadamente el 7,8% de las familias y el 8,9% de la población estaban por debajo del nivel de pobreza, incluyendo el 10,3% de menores de 18 años y el 7,6% de mayores de 65.
- Datos: Q482388
- Multimedia: Fairview, Utah / Q482388

1. ↑  Zip Data Maps, código ZIP n.º 84629.